# Taki Inoue

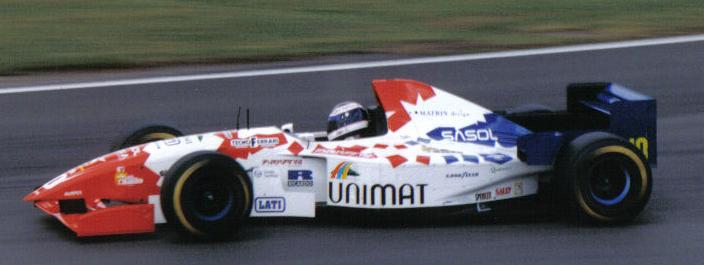
Taki Inoue

Takachiho "Taki" Inoue, född 5 september 1963 i Kobe, är en japansk racerförare. 

## Racingkarriär
Inoue kom till Storbritannien och tävlade i Formel Ford 1987. Därefter återvände han hem och tävlade i det Japanska F3-mästerskapet 1988-1993. Året efter körde Inoue i den japanska formel 3000-serien och fick också köra ett formel 1-lopp för Simtek. Han tävlade därefter för Arrows under hela säsongen 1995. 

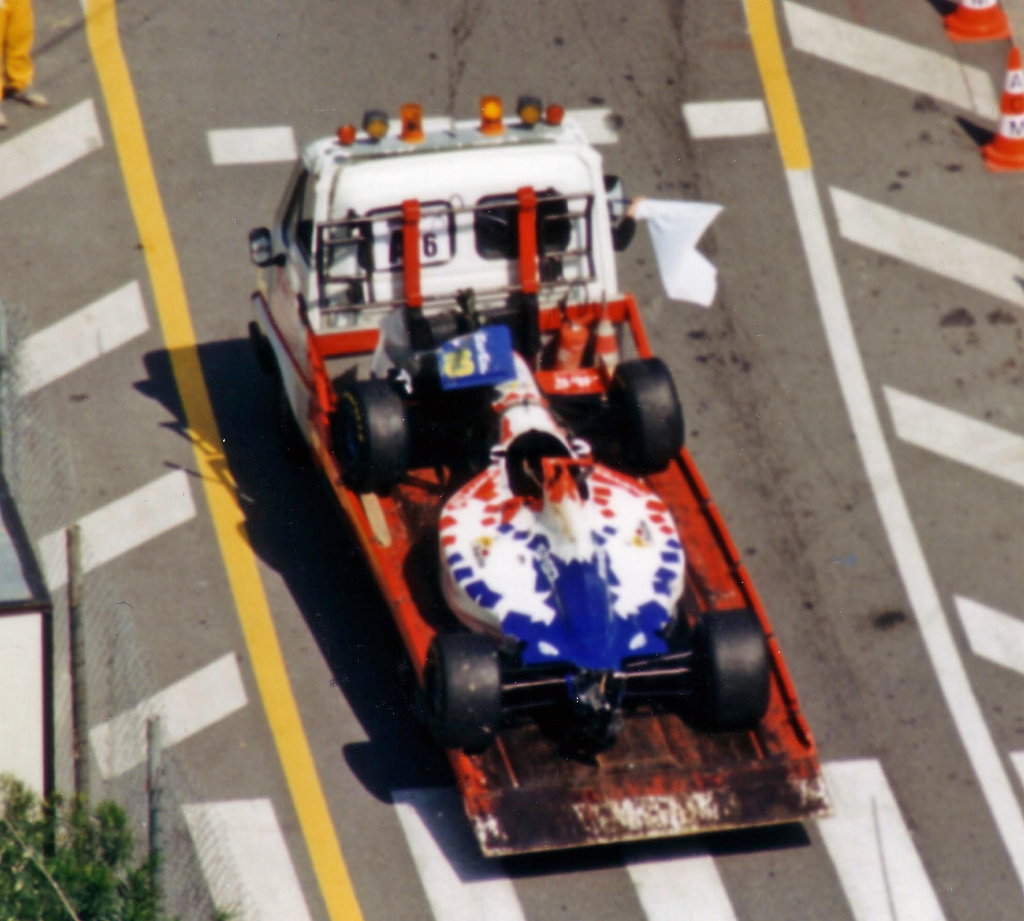
Taki Inoues Footwork transporteras tillbaka till depån efter en olycka efter träningen inför Monacos Grand Prix 1995.

## F1-karriär
| Säsong | Stall/Tillverkare      | Poäng | Placering |
| ------ | ---------------------- | ----- | --------- |
| 1994   | Simtek-Ford            | 0     | –         |
| 1995   | Arrows (Footwork-Hart) | 0     | –         |